# Шапошниково (Воронежская область)
Шапошниково — хутор в Каменском районе Воронежской области России.
Входит в состав Трехстенского сельского поселения.

## История
На месте хутора в XIX веке располагались различные отдельно стоявшие усадьбы. Из картографических источников известны усадьбы Каширина и Зацепина, а по преданиям — Обухова и Шапошникова. Хутор, основанный в первые годы после Октябрьской революции, получил название по усадьбе Шапошникова.
По состоянию на 1973 год хутор относился к Подгоренскому району.

## География
Хутор расположен на автодороге 20Н-В26- в 3 км к юго-востоку от села Трёхстенки. С востока ограничен небольшим лесом.

### Улицы
- ул. Дорожная,
- ул. Лесная.

## Население
Население — ↘75 человек.
| 1859 | 1897  | 2010 |
| ---- | ----- | ---- |
| 2988 | ↘2958 | ↘75  |